# Les Plus Beaux Détours de France

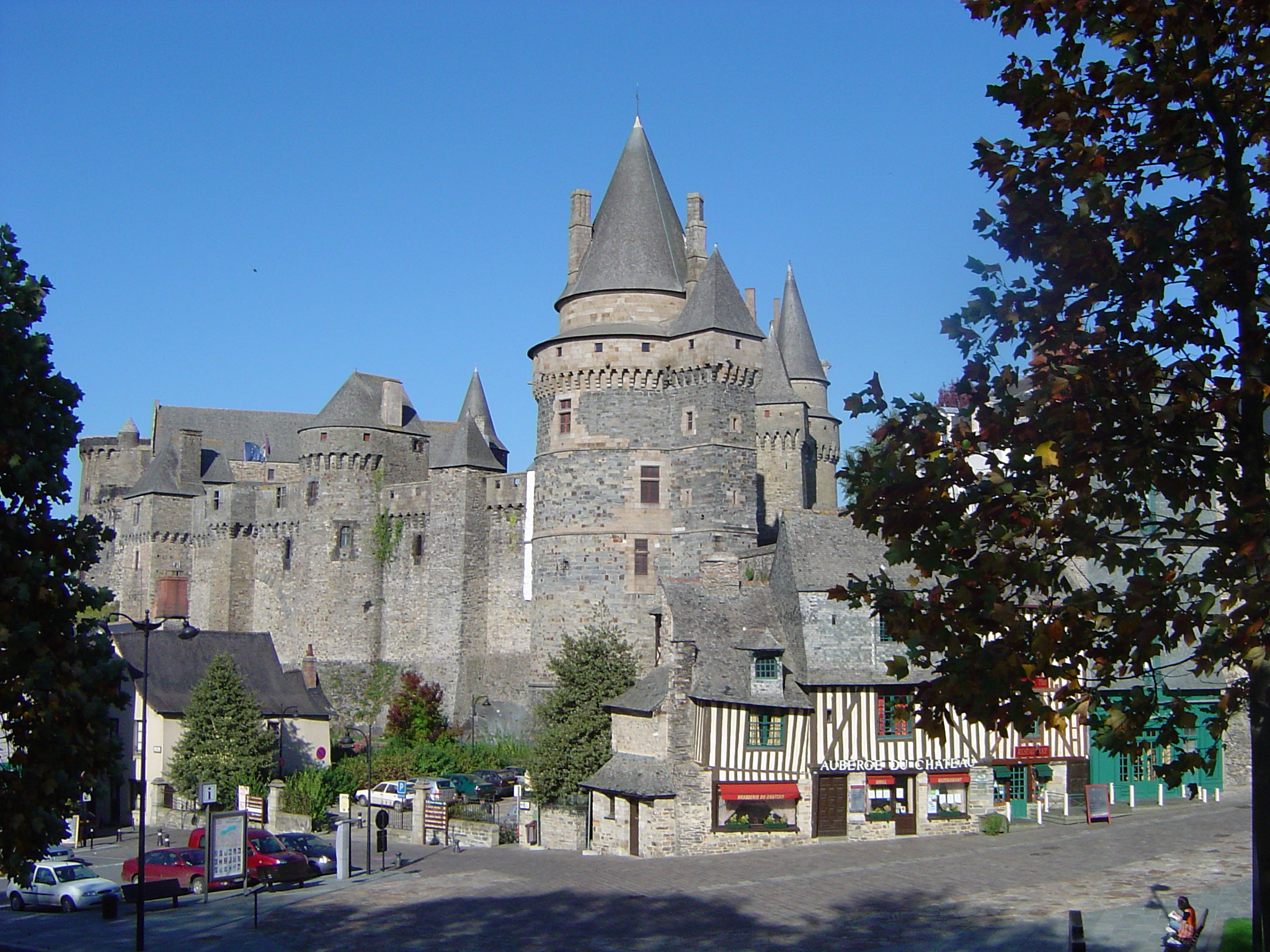
Vitré

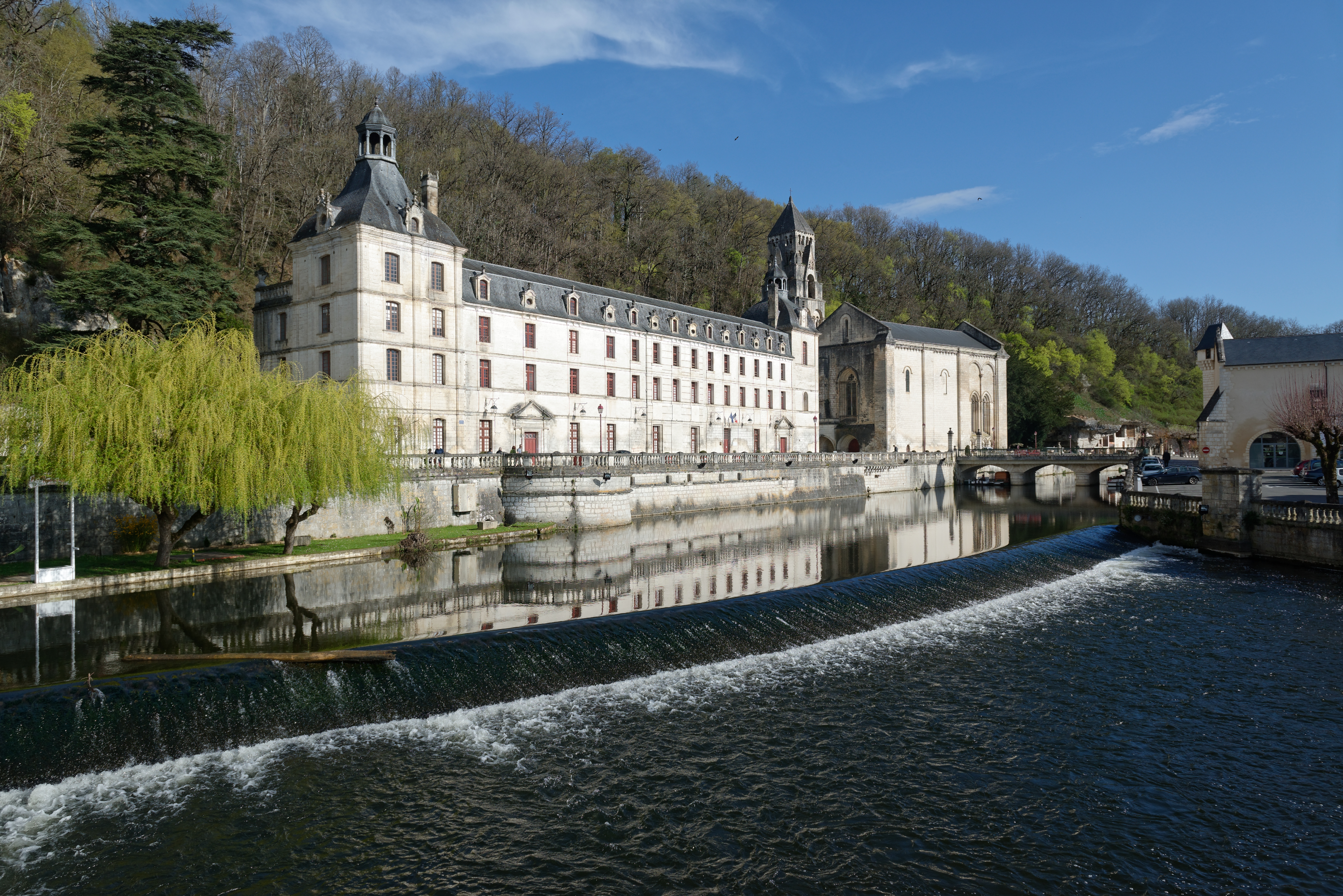
Brantôme

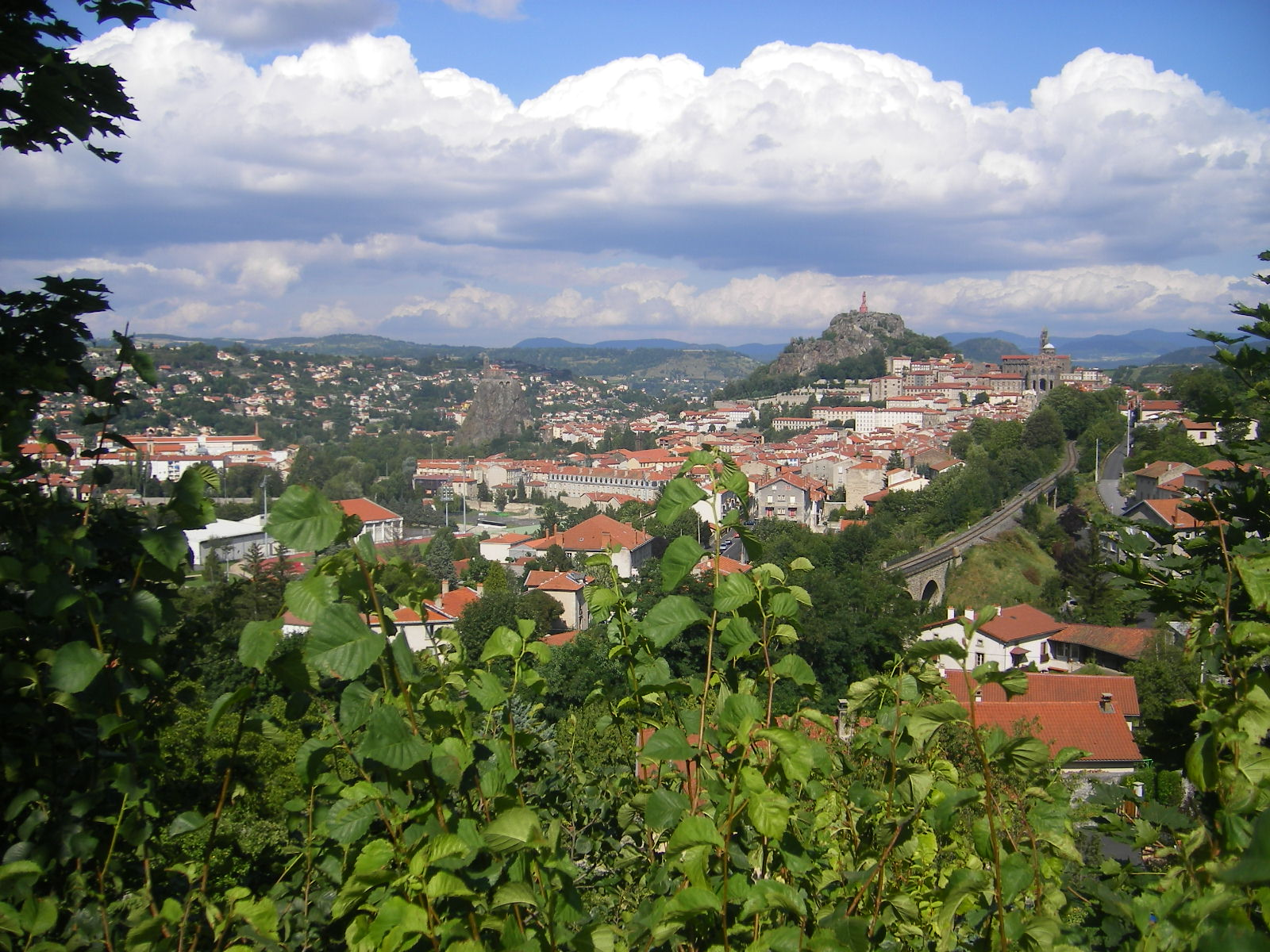
Le Puy-en-Velay

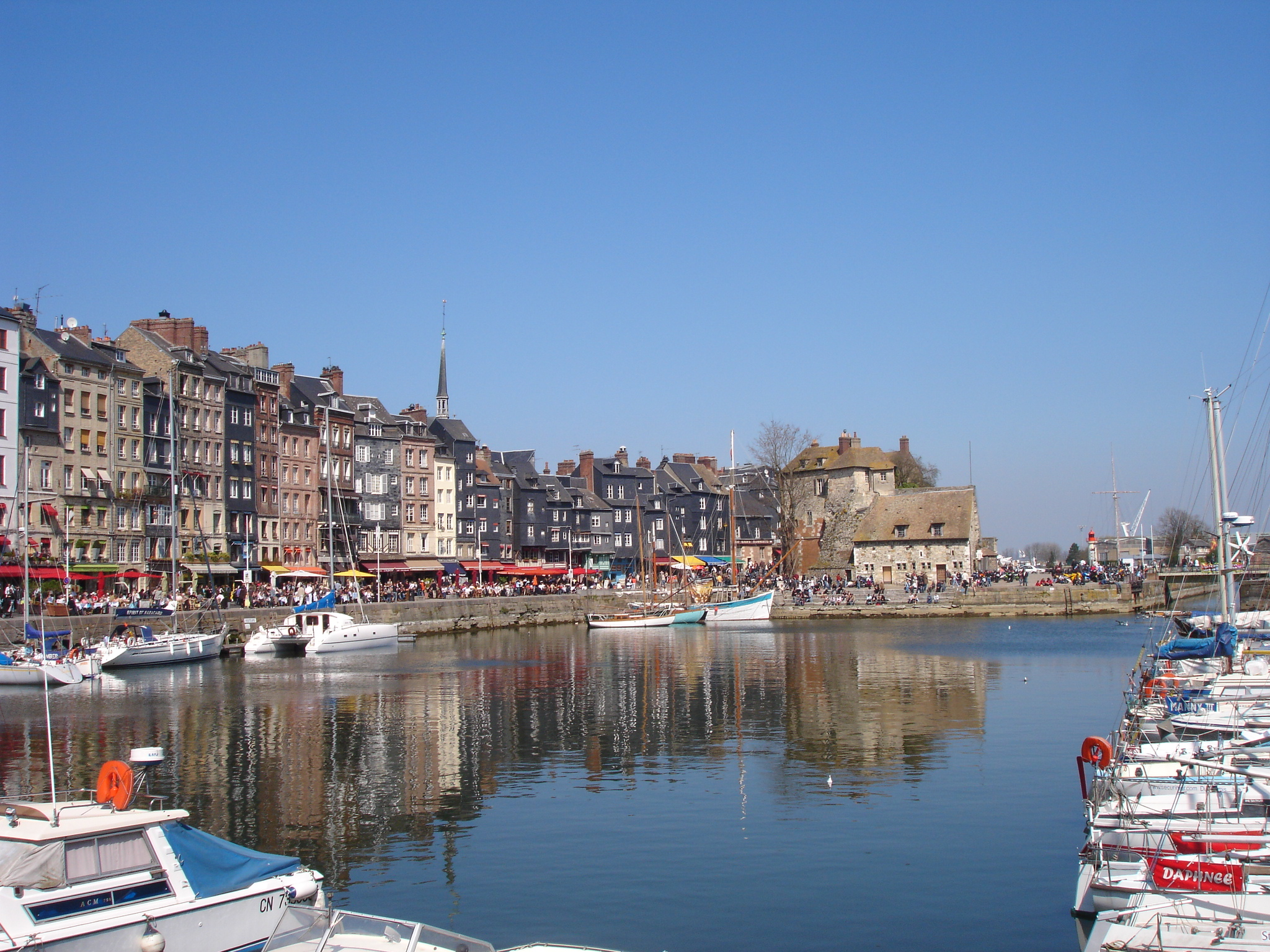
Honfleur

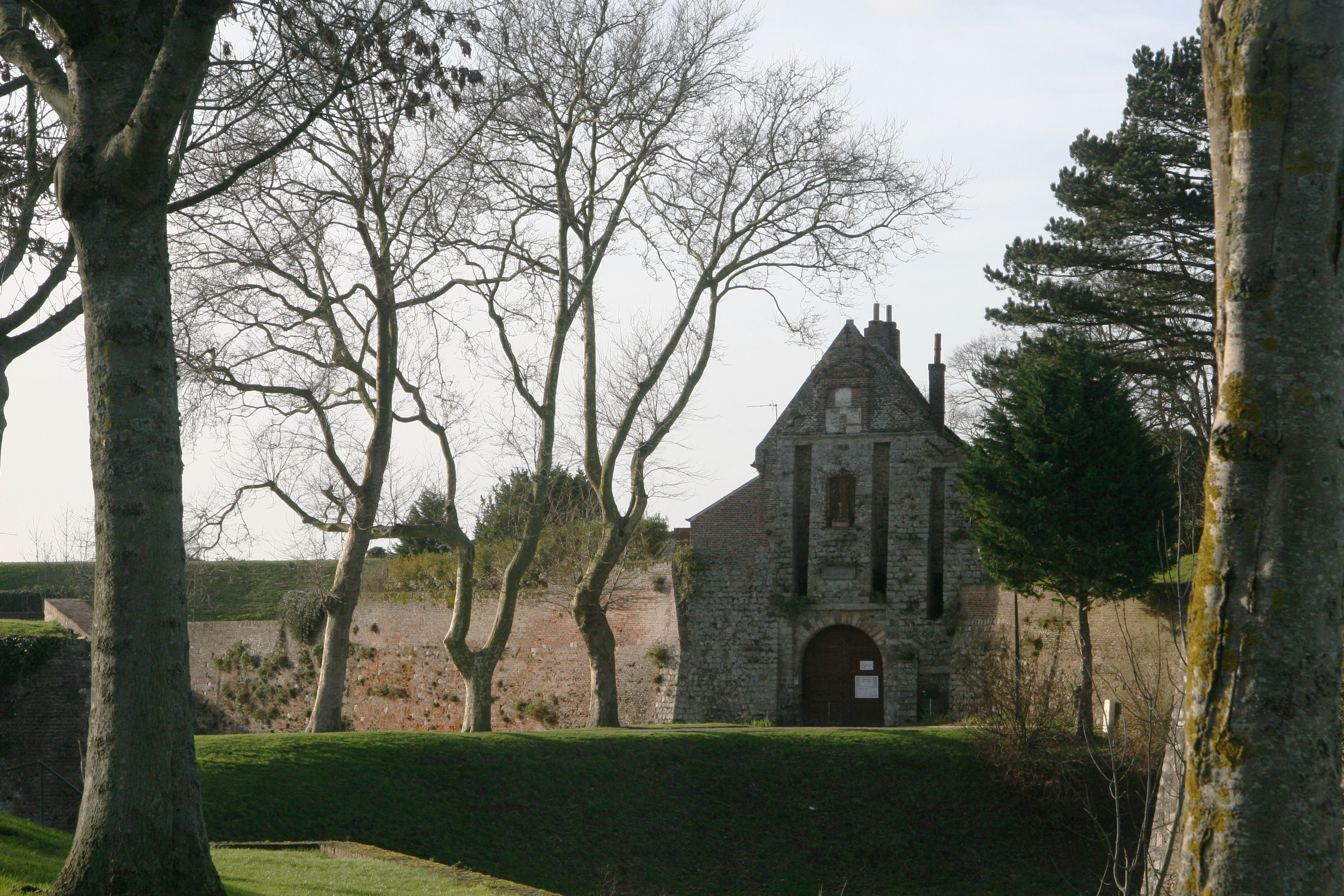
Montreuil

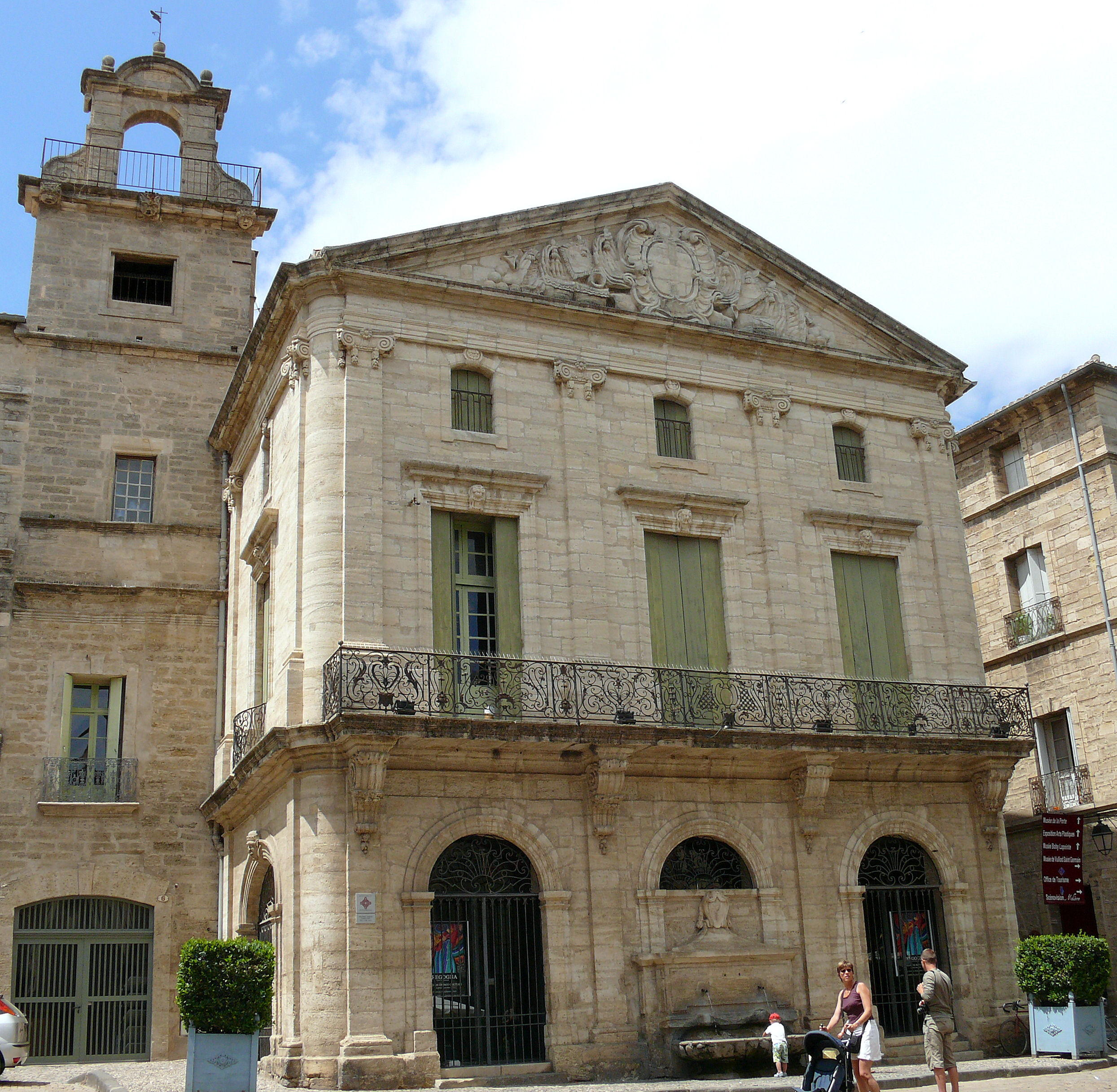
Pézenas

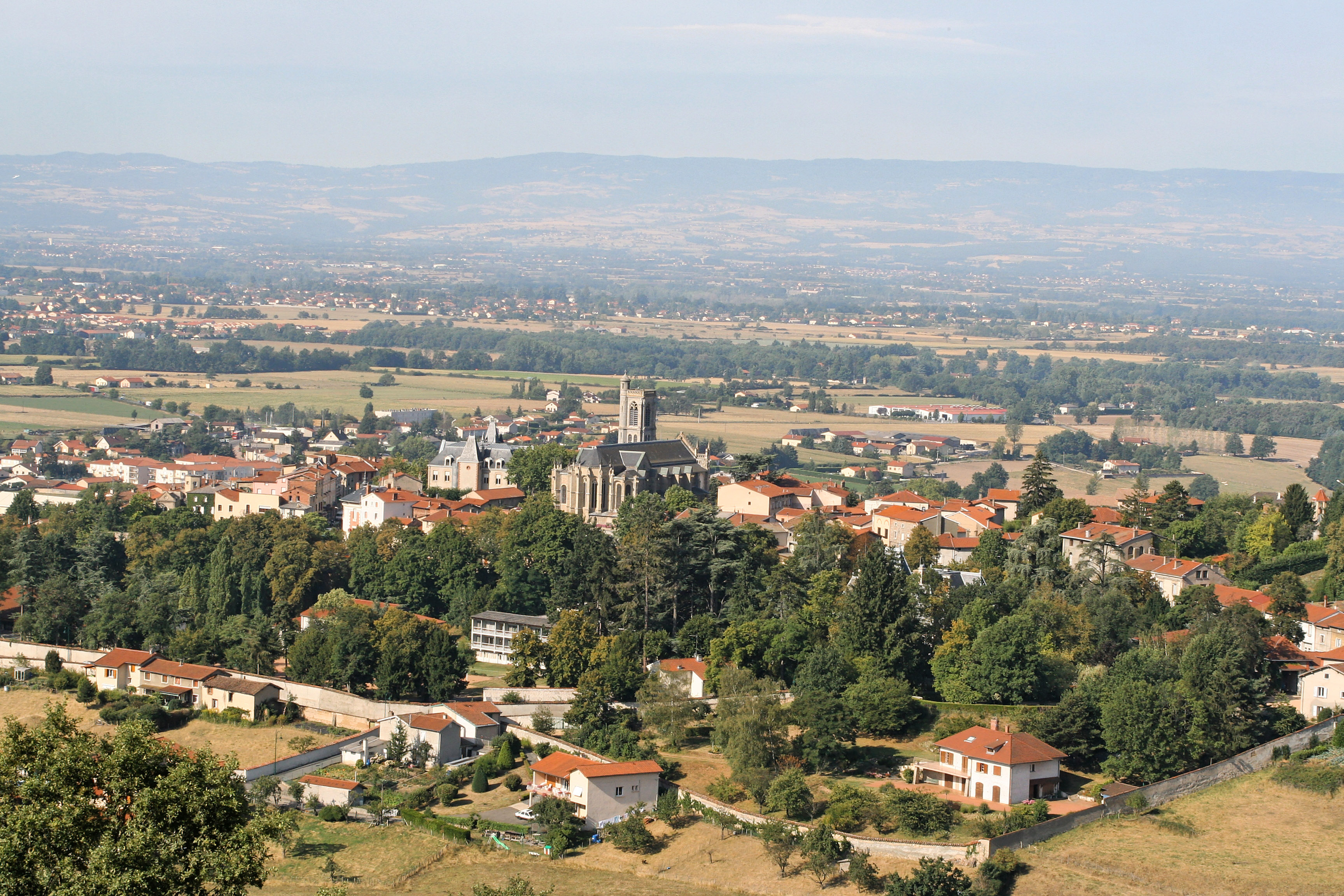
Saint-Galmier

Les Plus Beaux Détours de France est une association française de petites villes touristiques situées en dehors des grands axes routiers. L'association est présidée par Hervé Mariton.

## Historique
À la fin de l'année 1998, à l'initiative de Jean-Jacques Descamps, ancien secrétaire d'État chargé du Tourisme du gouvernement Jacques Chirac (1986-1988) et maire de Loches, l'association se destine à mettre en valeur des villes offrant un potentiel touristique et culturel important, mais mal exploité à cause de leur éloignement des grandes routes habituelles, d'où le nom « Détours ».
Son but est de diversifier l'offre touristique française face à certains sites beaucoup plus fréquentés, parfois arrivés à saturation de visiteurs, et offrir une alternative touristique en qualité de prestations.
Ne comptant que 25 adhérents à sa création, puis 32 l'année suivante, l'association en comporte 108 au 1er janvier 2023, en intégrant Aups et Lescar, les derniers en date.
Depuis 2005, le président de l'association est membre de droit du Conseil national du tourisme, au titre des représentants d'organismes d'animation touristique et de valorisation des territoires.

## Le guide
Le guide, publié à plus de 200 000 exemplaires, est diffusé gratuitement dans les offices de tourisme des villes concernées.
Depuis sa création, l'association est soutenue par Michelin et compte comme partenaires le syndicat Uni-VDL (véhicules de loisirs), La Poste et Enedis.
L'association fait également partie de la bannière commune "France. Patrimoines & Territoires d’exception" qui regroupe 7 réseaux de villes et territoires patrimoniaux, ruraux et urbains, afin de renforcer et coordonner les actions de promotion des labels en matière de patrimoine et d’art de vivre. Les 7 réseaux sont : la Fédération des Parcs naturels régionaux de France, les Plus Beaux Détours de France, Les Plus Beaux Villages de France®, Petites Cités de Caractère® de France, le réseau des Grands Sites de France, Sites et Cités remarquables de France et Ville et Métiers d’Art.

## Critères d'adhésion
- Nombre d’habitants : entre 2 000 et 20 000, il s’agit de villes et non de villages.
- Se situer à l’écart des grands axes routiers justifiant ainsi l’appellation générique de « détour ».
- Figurer dans au moins deux guides touristiques.
- Posséder un patrimoine monumental et des bâtiments classés ou inscrits au titre des monuments historiques.
- Développer une politique de mise en valeur et de promotion de ses patrimoines.
- Posséder des lieux festifs aménagés.
- Organiser des manifestations originales de qualité.
- Détenir des équipements culturels et sportifs.
- Avoir une capacité d’accueil hôtelière permanente.
- Abriter un office de tourisme ouvert toute l’année et proposant des visites guidées.
- Mettre en place une signalisation directionnelle et informative.
- Bénéficier d’un environnement touristique intéressant justifiant un séjour d’au moins trois jours.
- Disposer d’un site internet régulièrement actualisé.

## Liste des adhérents au1erjanvier 2023
| Région                     | Département             | Villes                                          |
| -------------------------- | ----------------------- | ----------------------------------------------- |
| Auvergne-Rhône-Alpes       | Ain                     | Châtillon-sur-Chalaronne, Nantua, Trévoux       |
| Auvergne-Rhône-Alpes       | Allier                  | Lapalisse, Néris-les-Bains                      |
| Auvergne-Rhône-Alpes       | Ardèche                 | Vals-les-Bains                                  |
| Auvergne-Rhône-Alpes       | Drôme                   | Crest, Nyons                                    |
| Auvergne-Rhône-Alpes       | Haute-Loire             | Brioude, Le Puy-en-Velay                        |
| Auvergne-Rhône-Alpes       | Haute-Savoie            | Thônes                                          |
| Auvergne-Rhône-Alpes       | Isère                   | Crémieu                                         |
| Auvergne-Rhône-Alpes       | Loire                   | Charlieu, Saint-Galmier                         |
| Auvergne-Rhône-Alpes       | Puy-de-Dôme             | Ambert, Issoire                                 |
| Auvergne-Rhône-Alpes       | Rhône                   | Saint-Symphorien-sur-Coise                      |
| Auvergne-Rhône-Alpes       | Savoie                  | Saint-Jean-de-Maurienne                         |
| Bourgogne-Franche-Comté    | Côte-d'Or               | Châtillon-sur-Seine                             |
| Bourgogne-Franche-Comté    | Doubs                   | Ornans, Pontarlier                              |
| Bourgogne-Franche-Comté    | Jura                    | Saint-Claude                                    |
| Bourgogne-Franche-Comté    | Saône-et-Loire          | Louhans-Châteaurenaud                           |
| Bourgogne-Franche-Comté    | Yonne                   | Avallon, Joigny                                 |
| Bretagne                   | Côtes-d'Armor           | Dinan, Paimpol                                  |
| Bretagne                   | Finistère               | Pont-Aven, Saint-Renan                          |
| Bretagne                   | Ille-et-Vilaine         | Fougères, Vitré                                 |
| Bretagne                   | Morbihan                | Pontivy                                         |
| Centre-Val de Loire        | Cher                    | Mehun-sur-Yèvre, Sancerre                       |
| Centre-Val de Loire        | Eure-et-Loir            | Châteaudun, Nogent-le-Rotrou                    |
| Centre-Val de Loire        | Indre                   | La Châtre, Valençay                             |
| Centre-Val de Loire        | Indre-et-Loire          | Chinon, Loches                                  |
| Centre-Val de Loire        | Loiret                  | Beaugency, Montargis                            |
| Grand Est                  | Ardennes                | Givet                                           |
| Grand Est                  | Bas-Rhin                | Obernai, Wissembourg                            |
| Grand Est                  | Haut-Rhin               | Thann                                           |
| Grand Est                  | Haute-Marne             | Langres                                         |
| Grand Est                  | Meurthe-et-Moselle      | Lunéville, Toul                                 |
| Grand Est                  | Meuse                   | Bar-le-Duc, Commercy                            |
| Grand Est                  | Vosges                  | Neufchâteau, Plombières-les-Bains               |
| Guyane                     | Guyane                  | Saint-Laurent-du-Maroni                         |
| Hauts-de-France            | Nord                    | Bergues, Gravelines, Saint-Amand-les-Eaux       |
| Hauts-de-France            | Pas-de-Calais           | Montreuil                                       |
| Hauts-de-France            | Somme                   | Saint-Valery-sur-Somme                          |
| Île-de-France              | Seine-et-Marne          | Moret-sur-Loing, Provins                        |
| Île-de-France              | Val-d'Oise              | L'Isle-Adam                                     |
| Martinique                 | Martinique              | Saint-Pierre                                    |
| Normandie                  | Calvados                | Honfleur                                        |
| Normandie                  | Eure                    | Pont-Audemer, Verneuil-sur-Avre                 |
| Normandie                  | Orne                    | Argentan, Domfront                              |
| Normandie                  | Seine-Maritime          | Eu, Forges-les-Eaux                             |
| Nouvelle-Aquitaine         | Charente                | La Rochefoucauld-en-Angoumois                   |
| Nouvelle-Aquitaine         | Charente-Maritime       | Jonzac, Saint-Jean-d'Angély                     |
| Nouvelle-Aquitaine         | Corrèze                 | Meymac, Uzerche                                 |
| Nouvelle-Aquitaine         | Creuse                  | Aubusson                                        |
| Nouvelle-Aquitaine         | Dordogne                | Brantôme, Sarlat-la-Canéda                      |
| Nouvelle-Aquitaine         | Haute-Vienne            | Saint-Léonard-de-Noblat, Saint-Yrieix-la-Perche |
| Nouvelle-Aquitaine         | Pyrénées-Atlantiques    | Lescar                                          |
| Nouvelle-Aquitaine         | Vienne                  | Chauvigny, Loudun                               |
| Occitanie                  | Aude                    | Limoux                                          |
| Occitanie                  | Aveyron                 | Villefranche-de-Rouergue                        |
| Occitanie                  | Gers                    | Lectoure                                        |
| Occitanie                  | Haute-Garonne           | Revel, Rieux-Volvestre                          |
| Occitanie                  | Hérault                 | Pézenas                                         |
| Occitanie                  | Lot                     | Figeac, Gourdon                                 |
| Occitanie                  | Pyrénées-Orientales     | Prades                                          |
| Occitanie                  | Tarn                    | Mazamet                                         |
| Pays de la Loire           | Loire-Atlantique        | Clisson                                         |
| Pays de la Loire           | Maine-et-Loire          | Baugé-en-Anjou, Montreuil-Bellay                |
| Pays de la Loire           | Mayenne                 | Château-Gontier                                 |
| Pays de la Loire           | Sarthe                  | La Flèche                                       |
| Pays de la Loire           | Vendée                  | Fontenay-le-Comte                               |
| Provence-Alpes-Côte d'Azur | Alpes-de-Haute-Provence | Gréoux-les-Bains, Sisteron                      |
| Provence-Alpes-Côte d'Azur | Alpes Maritimes         | Biot                                            |
| Provence-Alpes-Côte d'Azur | Hautes-Alpes            | L'Argentière-la-Bessée                          |
| Provence-Alpes-Côte d'Azur | Bouches-du-Rhône        | Saintes-Maries-de-la-Mer                        |
| Provence-Alpes-Côte d'Azur | Var                     | Aups, Grimaud, Ollioules, Saint-Cyr-sur-Mer     |
| Provence-Alpes-Côte d'Azur | Vaucluse                | Pernes-les-Fontaines, Vaison-la-Romaine         |